# W drodze (film 2012)
W drodze (ang. On the Road) – film drogi w reżyserii Waltera Sallesa z 2012, oparty na powieści Jacka Kerouaca o tym samym tytule.

## Fabuła

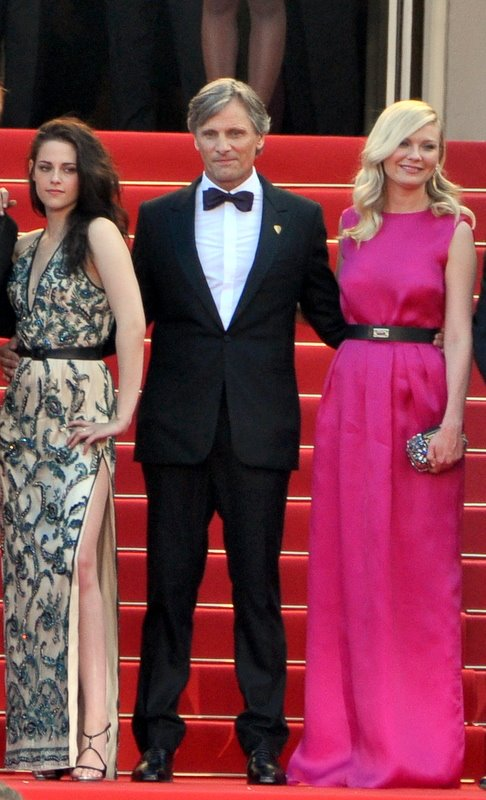
Kristen Stewart, Viggo Mortensen i Kirsten Dunst podczas premiery filmu, Cannes 2012

Film jest adaptacją powieści Jacka Kerouaca W drodze o pokoleniu beatników. Początkujący pisarz Sal Paradise (Sam Riley) wkrótce po śmierci ojca poznaje Deana Moriarty’ego (Garrett Hedlund) i jego dziewczynę Marylou (Kristen Stewart). Wspólnie wyruszają w podróż po Stanach Zjednoczonych. Upojeni alkoholem i odurzeni narkotykami podróżują autostopem i kradzionymi samochodami w poszukiwaniu przygód i wolnej miłości. Wędrówka przez bezkresne drogi, rozpalone słońcem, nad którymi unosi się brunatny kurz, ciągnące się po horyzont pola bawełny, głośne od rozmów i muzyki jazzowej zadymione bary, jest dla Saula wyzwaniem rzuconym obyczajowości i konwencjonalnemu stylowi życia Ameryki lat 50. oraz poszukiwaniem wolności.

## Obsada
- Garrett Hedlund jako Dean Moriarty
- Sam Riley jako Sal Paradise
- Kristen Stewart jako Marylou
- Alice Braga jako Terry
- Amy Adams jako Jane
- Tom Sturridge jako Carlo Marx
- Elisabeth Moss jako Galatea Dunkel
- Danny Morgan jako Ed Dunkel
- Kirsten Dunst jako Camille Moriarty
- Viggo Mortensen jako Old Bull Lee
- Steve Buscemi jako wysoki, szczupły sprzedawca
- Terrence Howard jako Walter
- Giselle Itié jako Tonia

## Nagrody
- Nominacja do Złotej Palmy na Festiwalu Filmowym w Cannes w 2012 r.[8]
- Jeden z 10 najlepszych filmów niezależnych 2012 r. według National Board of Review[9]